# Ærkebispedømmet Bremen
Ærkebispesædet i Hamborg-Bremen etableredes 831 i Hamborg som det karolingske Tysk-romerske riges yderste mission mod nord og øst, men blev 845/847 trukket tilbage til det mere sikre Bremen, som siden 787 havde været bispesæde grundlagt af Karl den Store, men nu blev slået sammen med Hamborgstiftet.
Ansgar var ærkebiskop i Hamborg-Bremen fra 848 – 865.
Ærkebiskoppen i Hamborg-Bremen kom til at spille en stor rolle som magtfaktor i forbindelse med kristningen af Norden. Hamborg-Bremen repræsenterede en indflydelse fra det tyske kejserdømme, som især de danske konger forsøgte at værge sig imod, da det samtidig knyttede Danmark nærmere til kejserriget, end de var interesseret i. Adalbert af Bremen (ærkebiskop 1043-1072) forsøgte at skabe en selvstændig kirkeprovins Nordtyskland, Baltikum og Skandinavien, mest mulig uafhængig af paven i Rom.
Som et led i stridighederne omkring Danmarks selvstændighed allierede Svend Tveskæg sig med ærkebiskoppen af Canterbury, og især Norge og Skåne kom under indflydelse af missionærer fra England. I 1060, da den danske kirke fik en ny stiftsinddeling, havde Lund nære relationer med Canterbury, mens biskop Egino i Dalby, halvanden mil østpå, hørte til Hamburg-Bremen. Lunds Biskop Henriks død 1066 faldt sammen med, at de danske konger blev trængt ud af England, og dermed ophørte Canterburys indflydelse.
Adam af Bremen skrev sin historie om ærkestiftet Hamborg-Bremen i 1070'erne, og det menes, at han undervurderer Canterburys indsats og indflydelse i Skandinavien .